# Мешко Казимирович
Мешко Казимирович (пол. Mieszko Kazimierzowic; 16 квітня 1045 — 28 січня 1065) — ймовірно, князь Куявії з 1058 з династії П'ястів; син польського князя Казимира I Відновника та Марії Добронеги, дочки Володимира Святого.

## Життєпис
Був третім сином Казимира та Добронеги і отримав своє ім'я, ймовірно, на честь діда за батьківською лінією — польського короля Мешка II Ламберта. Згідно з припущеннями Герарда Лябуди, і Генріка Ловмянського, після смерті батька він отримав Куявію. Основним аргументом Г. Ловмянського є те, що куявські лицарі в 1097 підтримували Збігнева, сина польського князя Владислава I Германа, що могло говорити про існування традиції деякої незалежності регіону  .
Про вплив Мешка на польську політику згадок немає. Він не був одружений і помер бездітним.